# Capel, Kent
Capel är en ort och civil parish i grevskapet Kent i sydöstra England. Orten ligger i distriktet Tunbridge Wells, cirka 5 kilometer sydost om Tonbridge. Civil parishen hade 2 350 invånare vid folkräkningen år 2021.
I civil parishen ligger även orterna Tudeley och Five Oak Green.